# Rossella Bergamonti
Rossella Bergamonti, née en 1942, est une actrice italienne active de 1966 à 1974. À l'occasion, elle est également apparue sous des pseudonymes tels que Patricia Carr et  Rosemary Herbert.

## Biographie
Rossella Bergamonti appartient avec d'autres collègues (les plus connus d' entre eux sont Carla Mancini et Vittorio Fanfoni ) aux interprètes, qui, en raison de leur diplôme au Centro Sperimentale di Cinematografia ont été utilisés dans de nombreux films afin de satisfaire aux exigences légales. Souvent, elle a joué des petits rôles, cependant elle a parfois joué des rôles plus importants. Entre 1966 et 1974, elle a joué dans une cinquantaine de films, dont une vingtaine de westerns spaghettis.

## Filmographie partielle
- 1966 : La Jungle des tueurs (L'affare Beckett) d'Osvaldo Civirani : Roxy
- 1966 : Surcouf, le tigre des sept mers (Surcouf, l'eroe dei sette mari) de Sergio Bergonzelli et Roy Rowland : Louisa
- 1966 : Kriminal d'Umberto Lenzi : L'infirmière
- 1966 : Johnny Colt (Starblack) de Giovanni Grimaldi
- 1967 : Cuore matto... matto da legare de Mario Amendola : Camilla
- 1967 : Un dollar entre les dents (Un dollaro tra i denti) de Luigi Vanzi : Une femme du village
- 1967 : Un homme, un cheval et un pistolet (Un uomo, un cavallo, una pistola) de Luigi Vanzi
- 1967 : Gringo, jette ton fusil (El aventurero de Guaynas) de Joaquín Luis Romero Marchent
- 1967 : On ne meurt qu'une fois (Si muore solo una volta) de Giancarlo Romitelli
- 1968 : Les Hommes de Las Vegas  d'Antonio Isasi-Isasmendi
- 1968 : Aujourd'hui ma peau, demain la tienne (I tre che sconvolsero il West) d'Enzo G. Castellari : la femme d'Antenore Cervi
- 1968 : I sette fratelli Cervi de Gianni Puccini
- 1972 : Milan calibre 9 (Milano Calibro 9) de Fernando Di Leo : Donna Villa
- 1973 : Quand l'amour devient sensualité (Quando l'amore è sensualità) de Vittorio De Sisti